# Parada Arquitectura
Arquitectura es una parada ferroviaria de la ciudad de La Plata, Provincia de Buenos Aires, Argentina. Se encuentra ubicada en las proximidades de las Facultades de Arquitectura y Urbanismo, Exactas e Ingeniería de la Universidad Nacional de La Plata.

## Servicios
Es parada intermedia del servicio de tren ligero urbano del Tren Universitario la Línea General Roca desde la La Plata a la parada Policlínico donde finaliza su recorrido.